# 猴矶岛
猴矶岛也作石侯矶岛、喉矶岛，位于中华人民共和国华东地区山东半岛以北的渤海海峡中部海域，是庙岛群岛（长山列岛）中部岛群中的一座岛屿。猴矶岛原属山东省长岛县管辖，2020年长岛县与蓬莱市合并成立了烟台市蓬莱区，现猴矶岛属于烟台市蓬莱区管辖，无常住居民。岛上建有灯塔，为庙岛群岛最早的灯塔，属于全国重点文物保护单位。

## 地理
猴矶岛岛形似提琴，长约1.1千米，宽约0.26千米。面积0.3148平方千米，海岸线长约3.27千米。最高点位于岛中部，海拔92.9米。岛周边皆为悬崖峭壁，地形险峻。